# Dziwuszka ogrodowa
Dziwuszka ogrodowa, dziwonia ogrodowa (Haemorhous mexicanus) – gatunek małego ptaka z rodziny łuszczakowatych (Fringillidae), zamieszkujący Amerykę Północną. Nie jest zagrożony.

## Systematyka
Międzynarodowy Komitet Ornitologiczny (IOC) wyróżnia 11 podgatunków H. mexicanus:
- H. m. frontalis (Say, 1822) – południowo-zachodnia i południowo-wschodnia Kanada, USA i północno-zachodni Meksyk; obejmuje proponowany podgatunek clementis – San Clemente Island (południowo-zachodnia Kalifornia) i Wyspy Coronado (skrajnie północno-zachodni Meksyk).
- H. m. mcgregori (Anthony, 1897) – dziwuszka reliktowa[4] – takson wymarły, występował na Wyspach San Benito (północno-zachodni Meksyk).
- H. m. amplus (Ridgway, 1876) – dziwuszka wyspowa[4] – Guadalupe.
- H. m. ruberrimus (Ridgway, 1887) – południowa Kalifornia Dolna.
- H. m. sonoriensis (Ridgway, 1901) – południowa Sonora, południowo-zachodnia Chihuahua, północna Sinaloa (zachodnio-środkowy Meksyk); obejmuje proponowane podgatunki rhodopnus (środkowa Sinaloa) i altitudinis (przy granicy stanów Chihuahua i Sinaloa).
- H. m. coccineus (R. T. Moore, 1939) – południowo-zachodni Meksyk.
- H. m. potosinus (Griscom, 1928) – północno-środkowy Meksyk.
- H. m. centralis (R. T. Moore, 1937) – środkowy Meksyk.
- H. m. mexicanus (Statius Müller, 1776) – dziwuszka ogrodowa[4] – południowo-środkowy Meksyk.
- H. m. roseipectus (Sharpe, 1888) – doliny Oaxaca.
- H. m. griscomi (R. T. Moore, 1939) – Guerrero.

Autorzy Handbook of the Birds of the World, oprócz wyżej wymienionych, uznają także podgatunki H. m. clementis i H. m. rhodopnus. IOC ten pierwszy włącza do H. m. frontalis, a ten drugi do H. m. sonoriensis. Opisano też kilka innych nieuznawanych obecnie podgatunków: altitudinis (włączany do H. m. sonoriensis), grinnelli, solitudinus, smithi i anconophila (synonimizowane z H. m. frontalis).

## Morfologia
Długość ciała 12,5–15 cm. Masa ciała 17,5–27 g (różne podgatunki), 15,7–22,5 g (podgatunek griscomi).
U samca czoło, ciemię, gardło oraz kuper czerwone do pomarańczowych; maska i wierzch ciała szarobrązowe, w brązowe kreski; brzuch biały, w brązowe kreski. U samicy brak czerwonej barwy; głowa brązowa, bez rysunku. Ogon u obu płci brązowy, równo ścięty.

## Zasięg, środowisko

Przybliżony zasięg występowania w latach 1958–1961

Obecnie zamieszkuje niemal całe Stany Zjednoczone, południową Kanadę oraz Meksyk (poza południem kraju). Gatunek synantropijny występujący w północnoamerykańskich miastach, gdzie do budowy gniazd oprócz materiałów naturalnych używa również odpadków, np. niedopałków papierosów, co może być sposobem na odstraszanie roztoczy. Pospolita, osiadła. W 1940 r. introdukowana w Nowym Jorku, skąd gwałtownie rozprzestrzeniła się na północ, południe i zachód. Introdukowana także na Hawajach.

## Status
W Czerwonej księdze gatunków zagrożonych IUCN dziwuszka ogrodowa klasyfikowana jest jako gatunek najmniejszej troski (LC, Least Concern). W 2017 roku organizacja Partners in Flight szacowała liczebność światowej populacji lęgowej na 40 milionów osobników. Trend liczebności populacji uznawany jest za wzrostowy.